# Menachem Asarja da Fano

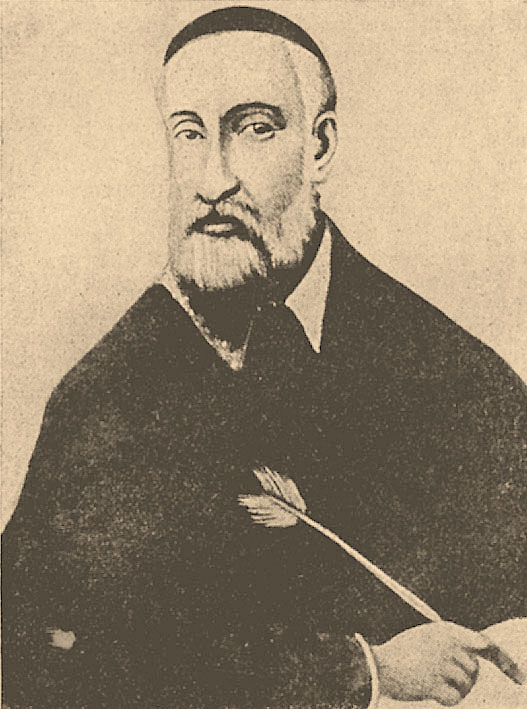
Menahem Azariah da Fano

Menachem Asarja da Fano (hebräisch רמ״ע מפאנו) (* 1548 wahrscheinlich in Fano; † 5. August 1620 in Mantua, Herzogtum Mantua), auch genannt Immanuel da Fano (hebräisches Akronym: רמ"ע Rama), war ein italienischer Kabbalist, Rabbiner und jüdischer Gelehrter.

## Leben und Wirken
Fano entstammte der angesehenen und wohlhabenden jüdisch-italienischen Familie da Fano. Erste Studien absolvierte er in Venedig und später in Ferrara bei Rabbi Ishmael Ḥanina aus Valmontone. Fano war in verschiedenen Städten Oberitaliens tätig, so etwa Reggio und Mantua tätig. In Reggio nell’Emilia war er Vorsitzender einer Jeschiwa. Von dort zog er nach Mantua, wo er 1570 das Erdbeben erlebte. Gemeinsam mit seinen Brüdern half er den Opfern des Erdbebens von 1570. Er war ein Förderer der jüdischen Gelehrsamkeit und spendete Gelder für die Veröffentlichung von Werken wie Cordoveros Pardes Rimmonim (Saloniki, 1584) und Joseph Caros Kommentar Kesef Mishneh (Venedig, 1574–1576) zum Codex Maimonides 
1575 war er wieder in Venedig anzutreffen. In Mantua errichtete und leitete er eine weitere Jeschiwa und zog Schüler aus ganz Italien und aus Deutschland an. Hier verstarb er 1620.
Da Fano gilt als ein führender Vertreter des Kabbalismus von Moses Cordovero. Unter dem Einfluss von Israel Sarug wandte er sich später verstärkt der lurianischen Richtung zu. Als einer der ersten begann er den Kabbalismus in Italien öffentlich zu lehren. Er verfasste zahlreiche Abhandlungen zu den Themen Halacha und Kabbala. Unter ihnen ragen Sefer 'asara ma'amarot („Zehn Abhandlungen“) sowie seine Responsen (1600 in Venedig und 1788 in Dyhernfurth verlegt) heraus. Daneben war er auch verlegerisch tätig. So ermöglichte er u. a. den Druck des Pardes Rimonim von Cordovero und des Kesef Mischne von Josef Karo. Amadeo Recanati widmete ihm seine italienische Übersetzung des Führers der Unschlüssigen von Maimonides. Seine theologische Abhandlung Jonat Elem (1648 in Amsterdam gedruckt) erhielt vom kabbalistischen Gelehrten Jesaja Horowitz folgendes Lob: „Die überwältigende Mehrheit seiner Worte, vielleicht sogar alle, sind wahr, und seine Thora ist wahr.“

## Werke (Auswahl)
- She'elot Teshubot me-Rabbi Menaḥem 'Azaryah Dyhernfurth, 1788
- Asarah Ma'amarot
- Amarot Ṭehorot  Frankfurt am Main 1698
- Ḳol Yehudah Mohilev 1810